# Wereldkampioenschappen veldrijden 2013

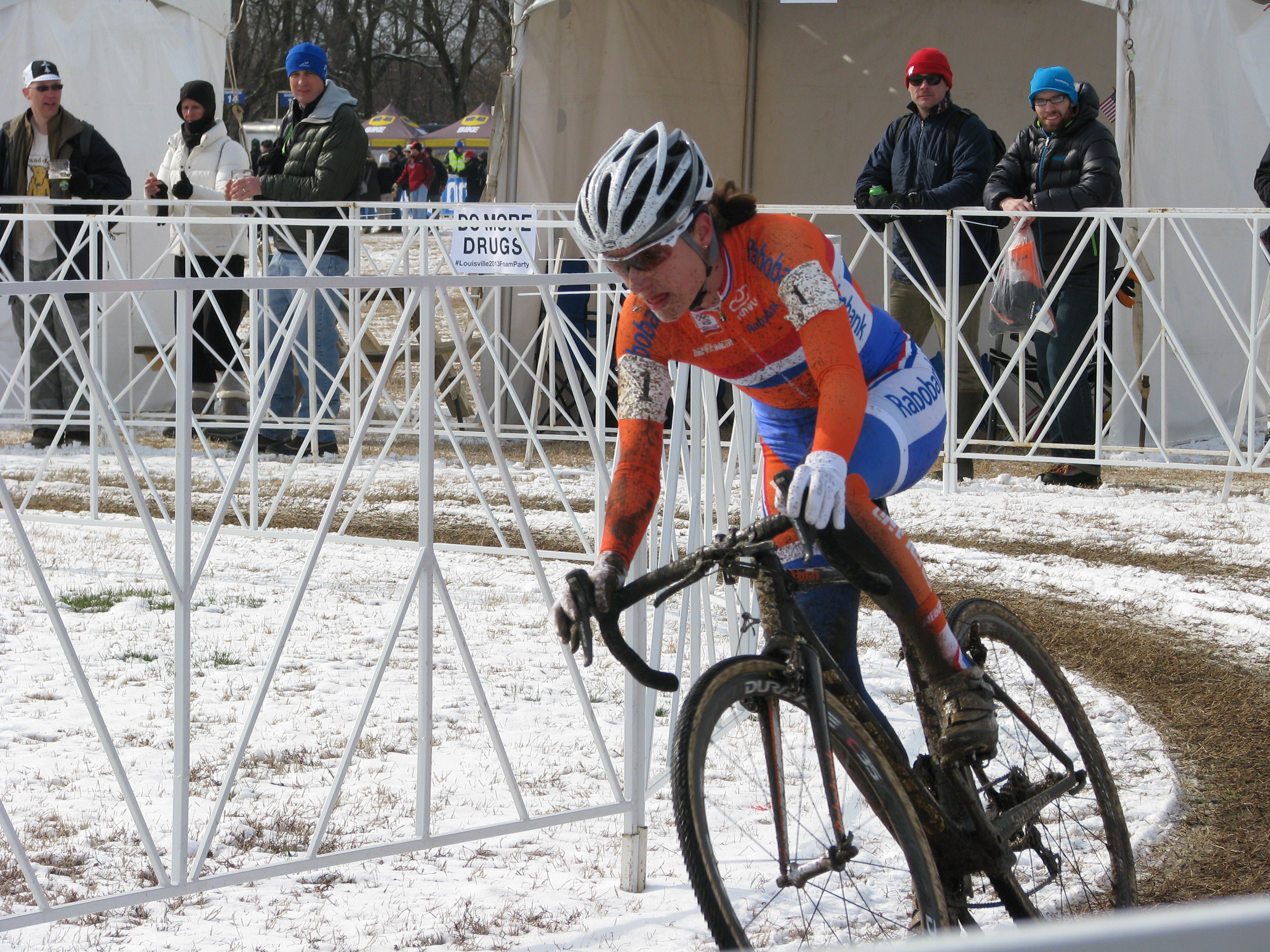
Marianne Vos in Kentucky op weg naar haar wereldtitel

De wereldkampioenschappen veldrijden 2013 werden gehouden op 2 februari 2013 in de Amerikaanse stad Louisville in de staat Kentucky. Het terrein van het wedstrijdparcours was gelegen aan de oever van de Ohio. Het was de eerste maal dat het wereldkampioenschap veldrijden buiten Europa werd georganiseerd. De stad werd in januari 2010 geselecteerd voor de organisatie.
De Belgische selectie van bondscoach Rudy De Bie bestond bij de Elite Mannen uit titelverdediger Niels Albert, Sven Nys, Belgisch kampioen 2013 Klaas Vantornout, Kevin Pauwels, Rob Peeters, Bart Wellens en Bart Aernouts. In de Elite Vrouwen kwamen Sanne Cant en Ellen Van Loy uit. De Nederlandse selectie van bondscoach Johan Lammerts telde bij de Elite Mannen Lars van der Haar, Twan van den Brand en Thijs van Amerongen, mogelijk nog aangevuld met Niels Wubben.. Voor de Elite Vrouwen werden titelverdedigster Marianne Vos, Sanne van Paassen en Sabrina Stultiens geselecteerd. Zesvoudig Tsjechisch kampioen en tweevoudig wereldkampioen Zdeněk Štybar nam niet deel aan de wedstrijd.
Op 1 februari werd beslist dat alle wedstrijden zouden doorgaan op 2 februari in plaats van op 2 én 3 februari zoals oorspronkelijk gepland. Dit was moest gebeuren omwille van het gevaar dat bestond dat de rivier Ohio op de zondag zou overstromen door de overvloedige regen. Dat dit een goede beslissing was bleek een dag later, het parcours stond gedeeltelijk onder water.

## Uitslagen

### Mannen, elite
| Plaats | Renner              | Land             | Tijd     |
| ------ | ------------------- | ---------------- | -------- |
|        | Sven Nys            | België           | 1u05'35" |
| Zilver | Klaas Vantornout    | België           | + 2"     |
| Brons  | Lars van der Haar   | Nederland        | + 25"    |
| 4.     | Bart Wellens        | België           | + 41"    |
| 5.     | Philipp Walsleben   | Duitsland        | + 44"    |
| 6.     | Julien Taramarcaz   | Zwitserland      | + 44"    |
| 7.     | Radomír Šimůnek     | Tsjechië         | + 1'15"  |
| 8.     | Niels Albert        | België           | + 1'19"  |
| 9.     | Thijs van Amerongen | Nederland        | + 1'31"  |
| 10.    | Martin Bína         | Tsjechië         | + 1'41"  |
| 11.    | Francis Mourey      | Frankrijk        | + 1'54"  |
| 12.    | Kevin Pauwels       | België           | + 2'04"  |
| 13.    | Simon Zahner        | Zwitserland      | + 2'36"  |
| 14.    | Enrico Franzoi      | Italië           | + 2'38"  |
| 15.    | Bart Aernouts       | België           | + 2'48"  |
| 16.    | Marcel Meisen       | Duitsland        | + 2'56"  |
| 17.    | Lukas Flückiger     | Zwitserland      | + 3'04"  |
| 18.    | Rob Peeters         | België           | + 3'16"  |
| 19.    | Timothy Johnson     | Verenigde Staten | + 3'20"  |
| 20.    | Arnaud Grand        | Zwitserland      | + 3'32"  |

### Mannen, beloften
| Plaats | Renner                  | Land      | Tijd    |
| ------ | ----------------------- | --------- | ------- |
|        | Mike Teunissen          | Nederland | 48'40"  |
| Zilver | Wietse Bosmans          | België    | + 14"   |
| Brons  | Wout van Aert           | België    | + 22"   |
| 4      | Tijmen Eising           | Nederland | + 35"   |
| 5      | Jens Adams              | België    | + 38"   |
| 6      | Laurens Sweeck          | België    | + 54"   |
| 7      | Michiel van der Heijden | Nederland | + 1'05" |
| 8      | Michael Vanthourenhout  | België    | + 1'15" |
| 9      | Corné van Kessel        | Nederland | + 1'29" |
| 10     | Gianni Vermeersch       | België    | + 1'34" |

### Jongens, junioren
| Plaats | Renner               | Land             | Tijd    |
| ------ | -------------------- | ---------------- | ------- |
|        | Mathieu van der Poel | Nederland        | 40'47"  |
| Zilver | Martijn Budding      | Nederland        | + 57"   |
| Brons  | Adam Ťoupalík        | Tsjechië         | + 1'19" |
| 4      | Logan Owen           | Verenigde Staten | + 1'23" |
| 5      | Nicolas Cleppe       | België           | + 1'25" |
| 6      | Dominic Grab         | Zwitserland      | + 1'33" |
| 7      | Yannick Peeters      | België           | + 1'38" |
| 8      | Quinten Hermans      | België           | + 1'47" |
| 9      | Ben Boets            | België           | + 2'02" |
| 10     | Leo Vincent          | Frankrijk        | + 2'33" |

### Vrouwen
| Plaats | Renster               | Land             | Tijd    |
| ------ | --------------------- | ---------------- | ------- |
|        | Marianne Vos          | Nederland        | 43'00"  |
| Zilver | Katherine Compton     | Verenigde Staten | + 1'34" |
| Brons  | Lucie Chainel-Lefèvre | Frankrijk        | + 2'10" |
| 4      | Kateřina Nash         | Tsjechië         | + 2'12" |
| 5      | Sanne van Paassen     | Nederland        | + 2'15" |
| 6      | Eva Lechner           | Italië           | + 2'17" |
| 7      | Jasmin Achermann      | Zwitserland      | + 2'36" |
| 8      | Sabrina Stultiens     | Nederland        | + 3'06" |
| 9      | Ellen Van Loy         | België           | + 3'18" |
| 10     | Kaitlin Antonneau     | Verenigde Staten | + 3'19" |

## Medaillespiegel
| Plaats | Land             | Goud | Zilver | Brons | Totaal |
| 1      | Nederland        | 3    | 1      | 1     | 5      |
| 2      | België           | 1    | 2      | 1     | 4      |
| 3      | Verenigde Staten | 0    | 1      | 0     | 1      |
| 4      | Frankrijk        | 0    | 0      | 1     | 1      |
| 4      | Tsjechië         | 0    | 0      | 1     | 1      |
| Totaal | Totaal           | 4    | 4      | 4     | 12     |

## Organisatie

### Ticketverkoop
| Dag                    | Prijs |
| ---------------------- | ----- |
| Dagticket              | $ 25  |
| Ticket voor twee dagen | $ 40  |
| VIP ticket (per dag)   | $ 125 |

Kampioenschappen:  Wereldkampioenschappen · 
 Europese kampioenschappen · 
 Belgische kampioenschappen · 
 Nederlandse kampioenschappen
Klassementen:  Wereldbeker · 
 Superprestige · 
 Bpost bank trofee ·
 TOI TOI Cup ·
 Challenge national
Overig:  Soudal Classics
1950 · 
1951 · 
1952 · 
1953 · 
1954 · 
1955 · 
1956 · 
1957 · 
1958 · 
1959 · 
1960 · 
1961 · 
1962 · 
1963 · 
1964 · 
1965 · 
1966 · 
1967 · 
1968 · 
1969 · 
1970 · 
1971 · 
1972 · 
1973 · 
1974 · 
1975 · 
1976 · 
1977 · 
1978 · 
1979 · 
1980 · 
1981 · 
1982 · 
1983 · 
1984 · 
1985 · 
1986 · 
1987 · 
1988 · 
1989 · 
1990 · 
1991 · 
1992 · 
1993 · 
1994 · 
1995 · 
1996 · 
1997 · 
1998 · 
1999 · 
2000 · 
2001 · 
2002 · 
2003 · 
2004 · 
2005 · 
2006 · 
2007 · 
2008 · 
2009 · 
2010 · 
2011 · 
2012 · 
2013 · 
2014 · 
2015 · 
2016 · 
2017 · 
2018 · 
2019 ·
2020 ·
2021 ·
2022 ·
2023 ·
2024 ·
2025

Categorieën

Mannen elite · 
vrouwen elite · 
mannen beloften · 
vrouwen beloften · 
jongens junioren · 
meisjes junioren · 
gemengde estafette

Voormalig:
mannen amateurs